# Andrej Loktionov
Andrej Loktionov, född 30 maj 1990, är en rysk professionell ishockeyspelare som spelar för Carolina Hurricanes i NHL. Loktionov har tidigare spelat för Los Angeles Kings och New Jersey Devils.
Han draftades i femte rundan i 2008 års draft av Los Angeles Kings som 123:e spelare totalt.